# Elo Viiding
Elo Viiding (Elo Vee; nacida el 20 de marzo de 1974) es una poeta y prosista estonia.

## Familia
Viiding es la tercera persona que se dedica a la poesía en su familia. Su padre, Juhan Viiding, fue un poeta y autor conocido en los aöos setenta del siglo XX. Su abuelo paterno, Paul Viiding, fue un poeta, autor y crítico literario en los años treinta del siglo pasado y su abuela materna fue una traductora. Su abuelo materno, Kaljo Kiisk, fue un autor, director de cinematográfico y político. La madre de Viiding, Riina, era maestra de música.

## Educación
Viiding, inspirada por la carrera de su padre como autor y por el amor de su madre por la música, se graduó en 1999 como actriz. Estudió violín.

## Carrera literaria
Viiding debutó bajo el pseudónimo de "Elo Vee" en 1991. Publicó cuatro antologías bajo ese pseudónimo. Después de la muerte de su padre en 1995 comenzó a publicar sus obras con su nombre real.

## Temas y estilo
Viiding escribe sobre todo sobre los oprimidos. En su opinión todas las personas son controladas y oprimidas por alguien más. También usa su poesía para señalar lo que ella considera puntos débiles del sistema educativo de Estonia.

## Algunas obras
- colección de poesía "Telg" Kassett ´ 90 (edición Eesti Raamat 1990),
- colección de poesía „Laeka lähedus" (edición Tuum 1993),
- colección de poesía "Võlavalgel" (edición Tuum 1995),
- colección de poesía "Ingelheim" (edición Eesti Raamat 1995),
- colección de poesía "V" (edición Tuum 1998),
- colección de poesía "Esimene tahe" (edición Tuum 2002),
- colección de poesía "Teatud erandid" (edición Tuum 2003),
- colección de poesía "Selge jälg" (edición Tuum 2005),
- cuentos "Püha Maama" (publisher Tuum 2008),
- colección de poesía "Meie paremas maailmas" (edición Tuum 2009).

### En antologías
Prosa: "Välismaa naised", ("Foreign women") "Best European Fiction 2010", Dalkey Archive Press, 
editado por Aleksandar Hemon, traducida al inglés por Eric Dickens.
Poesía: "Verden Finnes ikke på kartet" (Poesi fra hele verden), Forlaget Oktober AS, Oslo 2010, editado por Pedro Carmona-Alvarez y Gunnar Wærness. Traducido por Turid Farbregd.
Poesía: "New European poets"  (editado por Wayne Miller y Kevin Prufer). St. Paul, Minn. : Graywolf Press, 2008, traducido por Eric Dickens.